# رايموند مارتن
رايموند مارتن (بالإنجليزية: Raymond Martin) هو منافس ألعاب قوى أمريكي، ولد في 2 يناير 1994 في جيرسي سيتي في الولايات المتحدة.

## روابط خارجية
- رايموند مارتن على موقع Paralympic.org (الإنجليزية)
- رايموند مارتن على موقع IPC.InfostradaSports.com (مؤرشف) (الإنجليزية)
- رايموند مارتن على موقع اللجنة الأولمبية والبارالمبية الأمريكية (الإنجليزية)